# 61 Minuten Sex
61 Minuten Sex ist eine deutsche Videoclipreihe, die 2010 auf der Videoplattform YouTube gegründet wurde. Moderator der Videos ist der Sexualpädagoge Jan Omland (* 1980 in Köln). Von Januar 2012 bis Oktober 2016 unterstützte ihn seine Co-Moderatorin Gianna Chanel (Pseudonym). Weitere Bekanntheit erlangten sie durch die Teilnahme an der Fernsehsendung Millionärswahl von ProSieben. Zusätzlich zum eigenen YouTube-Kanal produziert 61 Minuten Sex Informationsvideos über Erotikartikel für den Versandhändler Eis und dessen YouTube-Kanal. Aufgrund von pornografischen Inhalten (Tutorial über das Anziehen von Kondomen) wurde der Youtubekanal allerdings vorübergehend gesperrt.

## Themen und Stil
Die Themen der einzelnen Videos besprechen ein breites Spektrum menschlicher Sexualität. Aufbauend auf klassischer Sexualpädagogik mit Grundlagen der Körperaufklärung und Gefahrenabwehr gibt es u. a. Videos mit praktischen Tipps (Beispiel: Kann man sich selbst blasen? Autofellatio für Männer und Frauen), oder auch Beiträge mit allgemeinpsychologischem Schwerpunkt (z. B. Selbstbewusstsein stärken). Den Fokus und die Detailtiefe neuer Videos entwickeln die Autoren aus den Kommentaren der Zuschauer auf dem Kanal. Fragen nach konkreten Techniken stehen dabei auf der Wunschliste der Zuschauer an erster Stelle.
Neben Videos, in denen Omland Themen erörtert und ehemals mit Chanel diskutierte, gibt es auch Veröffentlichungen, in denen verschiedene Personen ihre individuellen Erfahrungen und persönlichen Meinungen zu einem Thema darstellen. Unter den Gästen ist unter anderem auch Buchautor Oliver Flesch gelegentlich vertreten.

## Abrufzahlen
Die Videos von 61 Minuten Sex sind populär, einige der Videos haben Zuschauerzahlen im Millionenbereich erreicht. Insgesamt kommt 61 Minuten Sex bis September 2018 auf über 230 Millionen Aufrufe. Erfolgreichstes Video ist Freundin fingern mit über 15 Millionen Aufrufen bis September 2018. Aufgrund von pornografischen Inhalten (Tutorial über das Anziehen von Kondomen) wurde der Youtube-Kanal allerdings vorübergehend gesperrt.